# Sven G:son Björck
Sven G:son Björck, född 16 juni 1923 i Stockholm, är en svensk militär.
Sven G:son Björck är son till generalmajor Gottfrid Björck och Irma Krook. Han blev officer 1945, kapten i generalstabskåren och försvarets kommandoexpedition 1958, major i generalstabskåren 1963, och var adjutant och överadjutant hos Gustaf VI Adolf 1966–1973. Björck var ställföreträdande chef vid Skånska dragonregementet 1968–1970, försvarsattaché i Oslo 1970, sekundchef vid Göta livgarde samt försvarsattaché i Bern och Wien 1981–1983.